# Ілляшенко Григорій Антонович
Григорій Антонович Ілляшенко (1908, місто Харків — 27 січня 1985, місто Чернігів) — радянський діяч, секретар Станіславського обласного комітету КП(б)У.

## Життєпис
Трудову діяльність розпочав слюсарем Харківського паровозоремонтного заводу.
Член ВКП(б) з 1930 року.
У 1930—1934 роках — інструктор Харківського окружного комітету ЛКСМУ, заступник завідувача відділу Харківського міського комітету ЛКСМУ.
У 1934—1939 роках — помічник начальника політичного відділу по комсомольській роботі Роговатської машинно-тракторної станції (МТС) Шаталовського району Воронезької області, секретар Юрловського районного комітету ВЛКСМ Воронезької області, на відповідальній роботі в профспілці Південної залізниці.
У 1939—1942 роках — в апараті Харківського обласного комітету КП(б)У.
У 1942—1943 роках — інструктор Управління кадрів ЦК ВКП(б).
У червні 1944 — жовтні 1947 року — секретар Станіславського обласного комітету КП(б)У з кадрів.
У 1947—1950 роках — слухач Вищої партійної школи при ЦК ВКП(б) у Москві.
З 1950 року — завідувач планово-фінансово-торгового відділу Чернігівського обласного комітету КП(б)У.
На 1954—1955 роки — завідувач Чернігівського обласного фінансового відділу.
На 1956—1958 роки — заступник голови виконавчого комітету Чернігівської обласної ради депутатів трудящих.
З 1958 року — начальник Чернігівського обласного управління торгівлі; начальник Чернігівського обласного управління «Вторчормет».
Потім — персональний пенсіонер союзного значення в місті Чернігові.
Помер 27 січня 1985 року в Чернігові.

## Нагороди
- орден Трудового Червоного Прапора (26.02.1958)
- медалі